# Gimpo International Airport

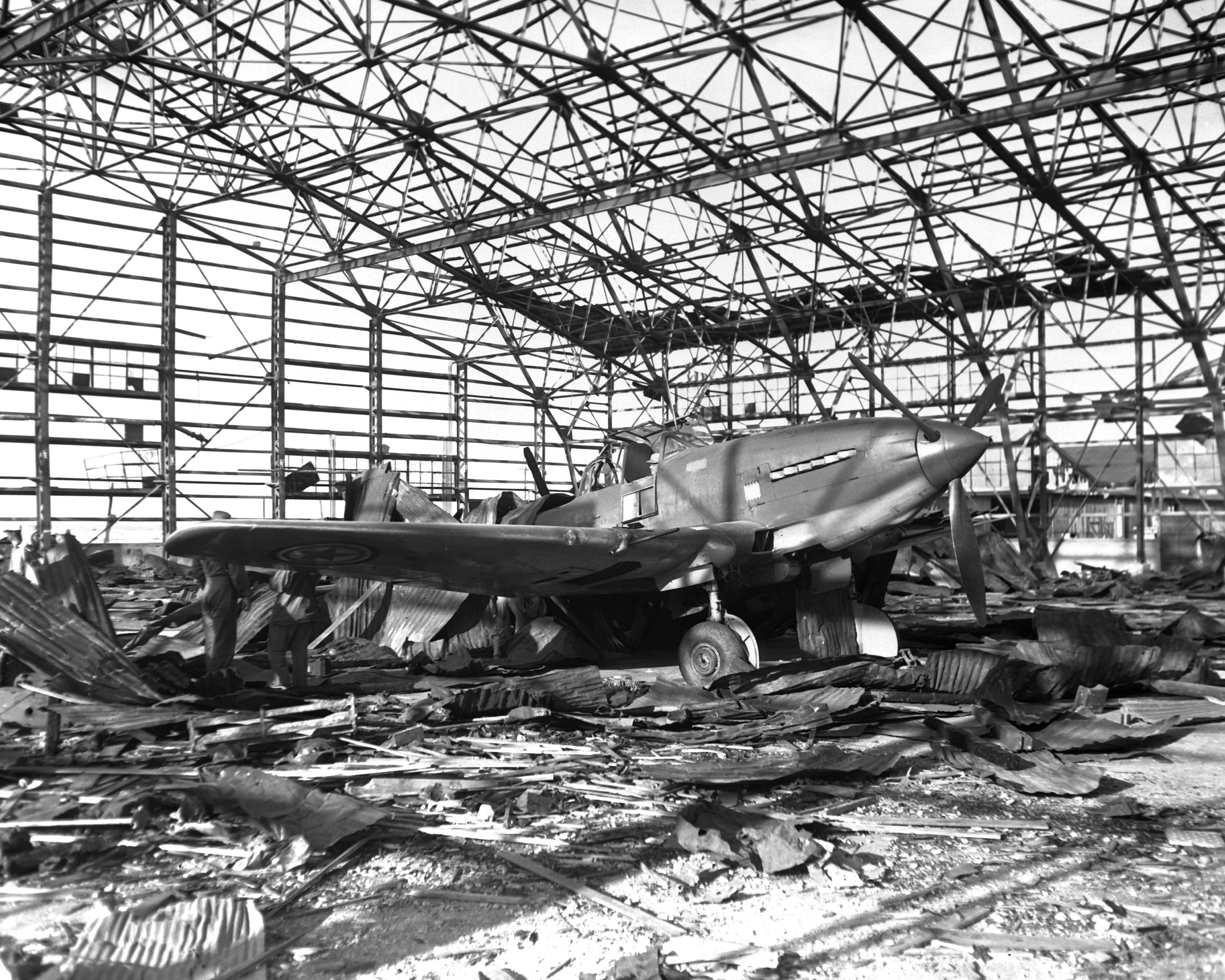
Beschadigde KPAF Iljoesjin Il-10 toestel op Gimpo in 1950

Gimpo International Airport (Hangul: 김포국제공항; Hanja:金浦國際空港; Herziene Koreaanse Romanisatie: Gimpo Gukje Gonghang; McCune-Reischauer: Kimp'o Kukche Konghang), beter bekend als Gimpo Airport (voorheen Kimpo International Airport), ligt in het uiterste westen van Seoel en was de belangrijkste internationale luchthaven in Zuid-Korea totdat Incheon International Airport in 2001 werd geopend. Het is nu de tweede luchthaven van het land.

## Geschiedenis
In 1939 werd hier een militair vliegveld gebouwd door het Keizerrijk Japan waarvan Korea een kolonie was. Er kwamen vier start- en landingsbanen en het vliegveld was een aanvulling op de reeds bestaande, maar kleinere Keijo vliegveld (京城飛行場). Dit laatste vliegveld werd in 1916 aangelegd en vervulde de rol van civiele luchthaven, maar ook legereenheden maakten er van gebruik.
Op de eerste dag van de Koreaanse oorlog werd het vliegveld al door toestellen van de Noord-Koreaanse luchtmacht (KPAF) aangevallen, maar niet ingenomen. Op 27 juni 1950 werden Amerikaanse diplomaten en andere personen via het vliegveld geëvacueerd. De volgende dag viel het vliegveld in Noord-Koreaanse handen. In juli gebruikte de KPAF de vliegbasis voor aanvallen op Zuid-Korea en troepen van de Verenigde Naties (VN). Medio juli 1950 werd de basis gebombardeerd door VN-vliegtuigen waarbij enkele KPAF-vliegtuigen werden vernietigd en start- en landingsbanen beschadigd. Op 5 augustus werd het basis weer gebombardeerd.
Op 15 september 1950 begonnen de amfibische landingen bij Inchon. Een eenheid van de mariniers kreeg de taak de basis te veroveren en dit lukte twee dagen later. Door de snelle opmars hadden de Noord-Koreanen niet de tijd het vliegveld onbruikbaar te maken. Op 19 september werd het vliegveld door de Amerikanen gereed gemaakt voor gebruik en al snel daarna begonnen transportvliegtuigen benzine en munitie aan te voeren. Jachtvliegtuigen kregen ook een plek op het vliegveld en konden sneller en efficiënter aan de strijd deelnemen omdat ze dicht bij de frontlijn gestationeerd waren.
Na de komst van de Chinese vrijwilligers in Noord-Korea werden de VN-troepen vanuit het noorden naar het zuiden verdreven. Op 5 januari 1951 gaf generaal Ridgway het bevel om Seoel te evacueren en trokken de VN-troepen terug naar een nieuwe verdedigingslinie langs de 37e breedtegraad. Voor ze vertrokken werd het vliegveld zwaar beschadigd om gebruik door Chinese en Noord-Koreaanse troepen te voorkomen. Eind januari 1951 hernamen de VN-soldaten het offensief. Op 10 februari 1951 was het vliegveld weer in handen van de VN-troepen en dit bleef zo tot het einde van de oorlog.
In 1958 werd de luchthaven hernoemd tot Gimpo en werd daarmee de internationale luchthaven van Seoel. Het sindsdien gegroeid tot een belangrijke luchthaven die 150.000 vluchten per jaar afhandelt. De luchthaven had een binnenlandse en twee internationale terminals, voordat de internationale functie in 2001 werd overgenomen door Incheon International Airport. In de eerste jaren leidde dit tot een forse daling van het vliegverkeer, maar vanaf 2005 trok het gebruik van de luchthaven weer aan. Gimpo heeft twee start- en landingsbanen (3600 m×45 m & 3200 m×60 m), twee passagiers- en een vrachtterminal.
De naam "Gimpo" komt van de in de buurt gelegen stad Gimpo, waarvan de luchthaven deel uitmaakte.
In 2002 werd de Korea Airports Corporation (KAC) opgericht, waarvan de luchthaven Gimpo onderdeel van is.

## Ligging
De luchthaven ligt ten zuiden van de rivier de Han in het westelijk gedeelte van Seoel. Vele jaren lang werd de luchthaven aangedaan door de Gimpo Line, een spoorlijn die niet meer bestaat. In 1990 werd de metrolijn, Seoel Subway Line 5, uitgebreid naar Gimpo. Men kan vanaf de luchthaven met de metro in een keer naar het centrum van Seoel reizen. Vandaag de dag wordt er door de metro nog steeds naar de luchthaven gereden alsook bussen van en naar Seoel en Incheon International Airport. In de toekomst wil men uitbreiden met een nieuwe metrolijn naar Banpo, en de Incheon International Airport Railroad verbinding naar Incheon International Airport en station van Seoel.

## Statistieken

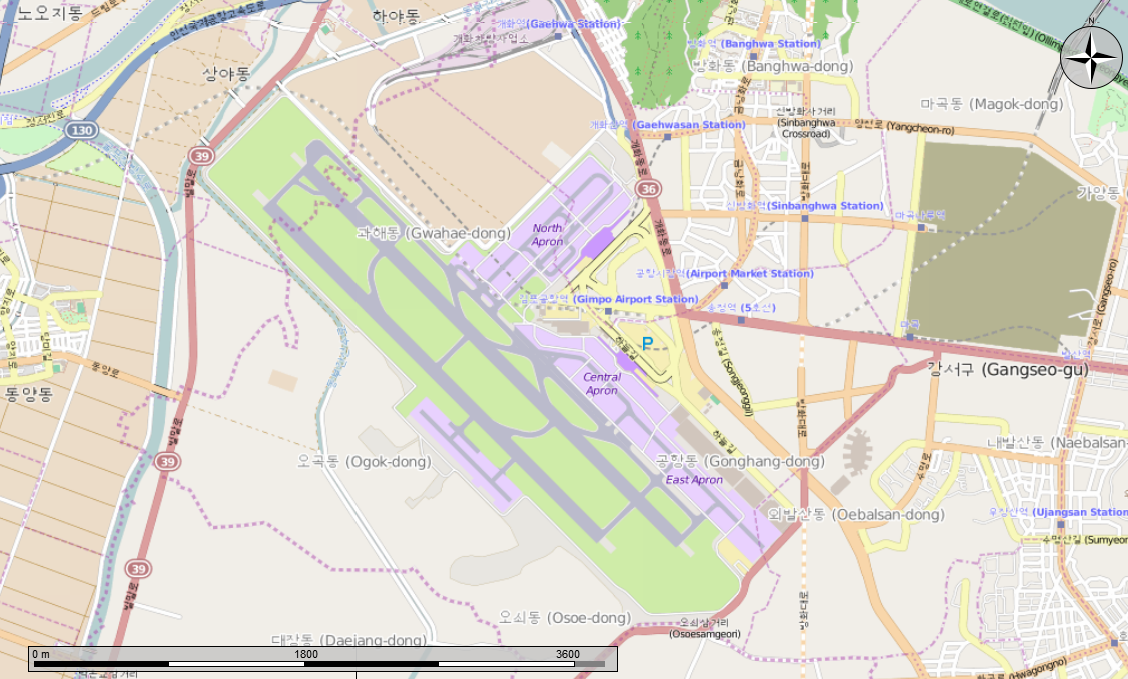
Kaart luchthaven (2014)

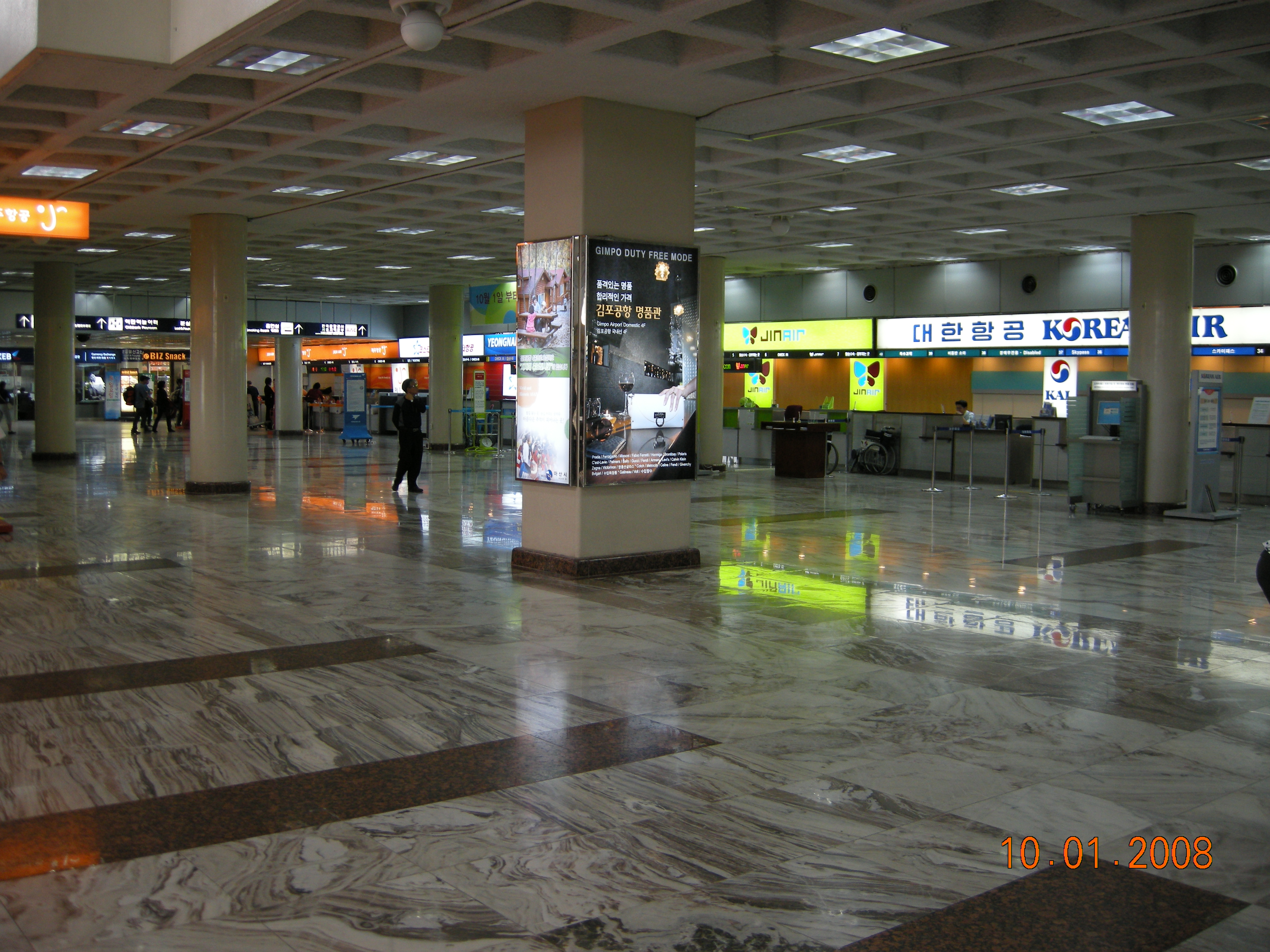
Incheckbalies binnenlandse vluchten (2008)

| Jaar                                                | Passagiers | Vliegtuig- bewegingen | Vracht (× ton) |
| --------------------------------------------------- | ---------- | --------------------- | -------------- |
| 2001                                                | 22.041.099 | 154.164               | 708.073        |
| 2002                                                | 17.092.095 | 128.428               | 302.240        |
| 2003                                                | 16.880.641 | 126.343               | 290.731        |
| 2004                                                | 7.674.153  | 52.212                | 175.850        |
| 2005                                                | 13.448.152 | 94.787                | 272.304        |
| 2006                                                | 13.766.523 | 94.943                | 274.368        |
| 2007                                                | 13.811.004 | 100.124               | 248.736        |
| 2008                                                | 14.264.693 | 108.015               | 203.977        |
| 2009                                                | 15.369.944 | 115.895               | 230.115        |
| 2010                                                | 17.565.901 | 118.514               | 226.493        |
| 2011                                                | 18.513.927 | 126.115               | 260.135        |
| 2012                                                | 19.429.224 | 130.269               | 254.563        |
| 2013                                                | 19.904.327 | 134.623               | 246.227        |
| 2014                                                | 21.566.946 | 138.706               | 271.990        |
| 2015                                                | 23.163.778 | 142.863               | 271.066        |
| 2016                                                | 25.043.299 | 146.266               | 274.712        |
| 2017                                                | 25.101.147 | 145.507               | 266.428        |
| 2018                                                | 24.602.588 | 141.080               | 267.266        |
| 2019                                                | 25.448.416 | 140.422               | 253.395        |
| 2020                                                | 17.446.239 | 113.580               | 142.380        |
| 2021                                                | 22.525.417 | 138.855               | 142.439        |
| 2022                                                | 24.524.065 | 143.713               | 163.918        |
| Bron: Korea Airports Corporation Traffic Statistics |            |                       |                |

## Ongevallen en incidenten
- In 1983 werd een vlucht van Korean Air, Korean Air-vlucht 007, die van John F. Kennedy International Airport in New York naar Gimpo vloog via Ted Stevens Anchorage International Airport in Anchorage (Alaska) neergeschoten in het luchtruim van de Sovjet-Unie toen het, per ongeluk, uit koers raakte. Alle inzittenden werden gedood.
- In 1987 werd vlucht 858 van Korean Air, die onderweg was van Abu Dhabi International Airport via Don Muang International Airport in Bangkok naar Gimpo in de lucht opgeblazen door een bom die was geplaatst door Noord-Koreaanse agenten. Iedereen aan boord, in totaal 115 personen, vond de dood nadat het vliegtuig explodeerde boven de Andamanse Zee.[2] Kim Il-sung en/of zijn zoon Kim Jong-il gaven hiertoe opdracht om de Olympische Spelen van 1988 in Seoel te frustreren.
- Als Bojinka-complot niet was opgemerkt tijdens een brand in Manilla (Filipijnen) dan zouden een of meer vliegtuigen van een Amerikaanse luchtvaartmaatschappij die vloog van en naar Gimpo zijn opgeblazen boven de Grote Oceaan op 21 januari 1995. Dit zou de eerste fase van dit project zijn.
- In 1997 stortte een Boeing 747 neer van Korean Air, die was opgestegen vanaf Gimpo, vlak voor de landing op Antonio B. Won Pat International Airport (Guam). Hierbij kwamen alle 26 inzittenden om.